# Comico (NHN Japan)
Comico es un sitio web de publicación de webtoon creado en Japón, que es parte de NHN Japan Corporation.
NHN Japan lanzó su plataforma webtoon Comico en Japón en 2013. Luego fue lanzado en Taiwán en 2014 y entonces en Tailandia, en Corea del Sur en 2016 seguido por Indonesia en 2017. En 2017, Nielsen Media Research descubrió que es el segundo sitio web más grande para cómics digitales en Japón basado en el número de usuarios.

## Serie

### Comico Japan
| Título de la serie                                                                                           | Autor(es)              | Estreno |
| --- | ---------------------- | ------- |
| 5 Evils | Common Crowd           | 2014    |
| Ake no Tobari (明けのトバリ)                                                                                 | Momo Chidori           | 2014    |
| Amanogawa Ke No Yon Shimai (天之河家の４姉妹-予告)                                                           | Shiroya Maken          | 2016    |
| Animation e Youkoso (アニメーションへようこそ)                                                               | Shiranui Yomi, Hon Tog | 2017    |
| Blavet | Azuma Shun             | 2015    |
| Bocchan to Maid (坊っちゃんとメイド)                                                                         | Hisei                  | 2015    |
| Bokura no Kioku Soushitsu                                                                                    | irum                   | 2015    |
| Boy Meets Girl                                                                                               | Wone                   | 2016    |
| Call by name                                                                                                 | Sakana                 | 2017    |
| Candy Floss                                                                                                  | Nanamoka               | 2014    |
| Futsuu ni Naritai (ふつうになりたい)                                                                         | Canaria                | 2016    |
| Gyaru Yuri (ギャルゆり)                                                                                      | Ahiru                  | 2016    |
| Hakase to Suraimu-chan (博士とスライムちゃん)                                                                | Isaki Nayuta           | 2015    |
| Hamaya-kun!! (破魔屋くん!!)                                                                                  | Yoshino Sakura         | 2014    |
| Heart Cafe (はとかふぇ)                                                                                      | Gokugetsu Momo         | 2014    |
| Himawari Memory (ヒマワリメモリー)                                                                           | Team Karutoma          | 2015    |
| Horyuusou no Yatsura (保留荘の奴ら)                                                                          | Coconashi              | 2013    |
| How to Keep a Mummy                                                                                          | Utsugi Kakeru          | 2014    |
| I Became the Class Representative (学級委員に、なりました。)                                                 | Noeno                  | 2014    |
| jinx | Hato Nomame            | 2015    |
| Josou Kareshi to Dansou Kanojo (女装カレシと男装カノジョ)                                                    | Sorata                 | 2015    |
| Kakao 79% | Aoi Umi                | 2015    |
| Kazekanata (かぜかなた)                                                                                      | Ryoku                  | 2015    |
| Kitsune to Youjo no 365-nichi (狐と幼女の365日)                                                              | Nanashi                | 2016    |
| Kizu Darake no Akuma (傷だらけの悪魔)                                                                        | Sumikawa Volvox        | 2014    |
| Kochou no Yumeji (胡蝶の夢路)                                                                                | Shima                  | 2014    |
| Koe Koi (こえ恋)                                                                                             | Doruru                 | 2015    |
| Konshuu no Kanade-san (今週のかなでさん)                                                                     | Chomolungma Hattori    | 2013    |
| Koodori no Hitosara (小躍りのひとさら)                                                                       | Kika                   | 2015    |
| Love & Wishu (ラブウィー！)                                                                                  | ine                    | 2017    |
| Love Connector! (らぶコネクタ！-Love Connector-)                                                             | Yuzuyu                 | 2015    |
| Momokuri | Kurose                 | 2014    |
| Nanbaka | Futamata Shou          | 2013    |
| Nar Doma | Kometokaiteme Meter    | 2013    |
| Nekokirai no Ie ni Umareta Nekosuki ga Neko to Kurashi Enikki (猫嫌いの家に生まれた猫好きが猫と暮らす絵日記) | Suzuo Kayu             | 2013    |
| Nu no Ryouiki (ぬノ領域)                                                                                     | Meisui                 | 2015    |
| O.L.D | Kitaooji Mimi          | 2013    |
| Otometeki Syndrome (乙女的シンドローム)                                                                      | Harukawa Haru          | 2015    |
| Ouji-sama Nante Iranai (王子さまなんていらない)                                                              | Harushion              | 2016    |
| Pastel Kazoku (パステル家族)                                                                                 | Sei                    | 2013    |
| Piacevole!                                                                                                   | Watanabe Atsuko        | 2014    |
| PSI (PSI -サイ-)                                                                                             | Tenchou                | 2013    |
| Recovery of an MMO Junkie                                                                                    | Kokuyou Rin            | 2013    |
| ReLIFE | Yayoi Sou              | 2013    |
| Rodiura Kurashi (ロヂウラくらし)                                                                             | Kuchinashi             | 2014    |
| Saku wa Edo ni mo Sono Soshitsu (咲くは江戸にもその素質)                                                     | Sajima Katana          | 2014    |
| Sekai wa Happy End de Dekiteiru (世界はハッピーエンドでできている)                                           | Shitanishiya           | 2016    |
| Spring Snow (春の雪)                                                                                         | Pugum                  | 2017    |
| Superstar wa Nemurenai. (スーパースターは眠れない)                                                           | Machidaritsu           | 2015    |
| Tokeitou no Kizamu Koe (時計塔の刻む声)                                                                      | nicca                  | 2017    |
| Tonari no Seki no Kobayashi-san (となりの席の小林さん。)                                                     | Chihara Mihashi        | 2015    |
| Tooku no Hi ni wa Aoku (遠くの日には青く)                                                                    | Yohan, Saizou          | 2014    |
| Tsurugi no Oukoku (剣の王国)                                                                                 | Yoruhashi              | 2014    |
| TWO SOULS ～繋ぎあう心～                                                                                     | Tama (II)              | 2015    |
| Uchi no Neko ga Mononoke ni Narimashite (うちの猫が物の怪になりまして)                                       | Mukuro                 | 2015    |
| Waon! (和おん！)                                                                                             | Ryoku                  | 2013    |

### Comico Japan Challenge
| Título de la serie                                 | Autor(es)        | Estreno |
| -------------------------------------------------- | ---------------- | ------- |
| Ame no Furu Machi (雨の降る町)                     | Shima            | 2014    |
| Cherry Blossom-Colored You (桜色の君)              | Kouya            | 2015    |
| Eve's Apple (ゑわの苹果（イヴのりんご))            | Hirahara Shidare | 2014    |
| Koshitsuji Tachi no Chinkyaku (小執事たちの珍客)   | Watomura         | 2015    |
| Sugar Lamp                                         | Nanasato Betty   | 2015    |
| Sugar Lamp                                         | Gunshi ☆ KUMA    | 2015    |
| The Day We Become Husband and Wife                 | Hishino          | 2015    |
| We Were Childhood Friends (君とは幼馴染みでしたね) | Inakashi Ruya    | 2015    |

### Comico Japan PLUS
| Series title                          | Author(s)      | Premiered |
| ------------------------------------- | -------------- | --------- |
| Itsudemo Idzurusou (いつでもイヅル荘) | Toyono Kitsune | 2015      |
| Koi Inu. (こいいぬ。)                 | Hoshino Coco   | 2015      |
| Mahou Shoujo Misa (魔法少女ミサ)      | Neko Tsuki     | 2014      |
| Work Love♡Balance                     | Davi Nathanael | 2017      |

### Comico Korea
| Título de la serie                                                                         | Autor(es)                                  | Estreno |
| ------------------------------------------------------------------------------------------ | ------------------------------------------ | ------- |
| Amor Certus                                                                                | Yang Woo-Suk, Lim Gang-Hyuk                | 2016    |
| Baski (바스키)                                                                             | Jin Chul-Soo, Byun Ki-Hyun                 | 2016    |
| Blood Rain (블러드 레인)                                                                   | Min, Baek Seung Hoon                       | 2014    |
| Brave Citizen (용감한 시민)                                                                | Kim Junghyun                               | 2014    |
| Clean with Passion for Now (일단 뜨겁게 청소하라)                                          | Aengo                                      | 2015    |
| Close up the World                                                                         | S Owl                                      | 2017    |
| Coffin Jackson (잭슨의 관)                                                                 | Chong Tak                                  | 2015    |
| Confession (떨림)                                                                          | Won Soo-Yeon                               | 2015    |
| Dasadanan (다사다난)                                                                       | Herb Mandu                                 | 2017    |
| Dial Again (다이얼 어게인)                                                                 | Pyon                                       | 2017    |
| Dokgo Rewind (독고 리와인드)                                                               | Min, Baek Seung Hoon                       | 2016    |
| Excuse Me, But The World Will Be Gone For A While (실례지만 잠시 지구 좀 멸망시키겠습니다) | Noah                                       | 2016    |
| Flower Boys Hwarang (플라워보이 화랑)                                                      | KAAB                                       | 2013    |
| Fluttering Feelings (설레는 기분)                                                          | Ssamba                                     | 2014    |
| For Your Love (너의 사랑에 대하여)                                                         | Park Nodeok                                | 2017    |
| Gallery L (갤러리 L)                                                                       | Jo-Hong, Lamia                             | 2015    |
| Gi In Rok (기인록)                                                                         | Yu Gye Jin                                 | 2014    |
| Heaven at The End of 4th Floor (4층복도끝천국)                                             | Hyoz, Yen                                  | 2015    |
| Imsulnyeon Hwayoil (임술년 화요일)                                                         | Inbee                                      | 2017    |
| In A Heartbreak (실연중입니다)                                                             | Kukim                                      | 2017    |
| Infinite World (무한세계)                                                                  | Taeyang                                    | 2015    |
| Juveniles (쥬브나일스)                                                                     | Su Wol                                     | 2017    |
| Life Howling (라이프 하울링)                                                               | Sung Sang-Young, Gang-Cha                  | 2015    |
| Loplop (롭플롭)                                                                            | Chong Tak                                  | 2017    |
| Milk Tea (밀크티)                                                                          | Lucky Lin, Lady Monster                    | 2016    |
| Moonlit Hair (달빛머리 구름속의 달빛)                                                      | Hong Dae Eui                               | 2010    |
| Moonlit Hair Season 2 (달빛머리 2부 호수에 비친 달)                                        | Hong Dae Eui                               | 2016    |
| My Magical Girlfriend (내 여자친구는 마법소녀)                                             | Ha Je                                      | 2016    |
| My Perfect Boyfriend (완벽한 그녀의 완벽한 남자친구)                                       | Lee Ahyoung                                | 2015    |
| Nanohana Boys (낮은 곳으로)                                                                | Pyon                                       | 2014    |
| Perfect Classroom (완벽한 교실)                                                            | O-Gu                                       | 2016    |
| Retard (또라이)                                                                            | Park Sung-hoon                             | 2016    |
| Seoha (서하)                                                                               | yaggug                                     | 2016    |
| Susu, Han (수수,한)                                                                        | Seuli                                      | 2017    |
| That House Where I Live with You (너와 사는 그집)                                          | Sis, Hill                                  | 2015    |
| That Summer (그 해 여름)                                                                   | Kim Hyun                                   | 2015    |
| The Clock Workers (시계수리공)                                                             | Nam Eun-Hyae, Hpark                        | 2014    |
| The Sensual M (모럴센스)                                                                   | Winter                                     | 2015    |
| The Strange Story Of A Guy Next Door And A Novelist (옆집남자와 소설가와 기묘한 이야기)    | Byul Ae Byul                               | 2017    |
| The Tale Left by That Magician (그마남 이야기)                                             | Milkong Kim                                | 2012    |
| Tong (통)                                                                                  | Min, Baek Seung Hoon                       | 2015    |
| Tribe-X (Tribe-X 트라이브 엑스)                                                            | Hyeon Jae-Kwon, Park Yoon-Sun, Hong Ki-Woo | 2014    |
| Unlucky Mansion (언럭키맨션)                                                               | yaggug                                     | 2016    |

### Comico Taiwán
| Título de la serie                                            | Autor(es) | Estreno |
| ------------------------------------------------------------- | --------- | ------- |
| Never Heard The Sound Of The Tide (未曾聽聞海潮之聲)          | Moonsia   | 2016    |
| Distancia ~ The Untouchable One ~ (魔咒之吻)                  | Lumion    | 2016    |
| Let's Take the Train Together, Shall We? (一起搭捷運，好嗎？) | SALLY     | 2015    |
| My Prince from the Garden of Eden (王子來自伊甸園)            | Mu        | 2015    |

### Comico Español
Comico Español aún no publica cómics originales, por ahora publica traducciones al español de Comico Japan y Comico Korea.